# Révolte sur Alpha C
Révolte sur Alpha C (titre original : Revolt on Alpha C) est un roman de science-fiction de jeunesse de Robert Silverberg, publié en 1955. Ce fut son premier roman publié, à l'âge de vingt ans.

## Résumé
En 2363, Larry Stark, 20 ans, cadet de l'Académie de Patrouille spatiale, se rend sur le vaisseau Carden vers l'étoile Alpha Centauri. L'une des planètes de l'étoile est Alpha C, une planète tellurique ressemblant à la Terre et colonisée 125 ans auparavant.
Il arrive sur la planète au moment où les colons décident de déclarer l'indépendance d'Alpha C. Il est alors confronté à un dilemme cornélien : soit obéir aux ordres visant à mater la rébellion, soit obéir à ses sentiments qui le portent à comprendre et aider les rebelles…